# Жил Димон д'Ирвил
Контраадмирал Жил Сезар Димон д'Ирвил (фр. Jules Sébastien César Dumont d'Urville; Конде сир Ноаро, 23. мај 1790 — Медон, 8. мај 1842) је био француски истраживач и поморски официр, који је учествовао на четири француске експедиције и истраживао јужни и западни Пацифик, Аустралију, Нови Зеланд и Антарктик.

## Биографија

### Детињство
Димонов отац Габријел Шарл Франсоа Димон д’Ирвил и бејлиф Конде сир Ноароа (1728—1796) је био, као и његови преци, одговоран двору Конде. Његова мајка Жана Франсоа Виктор Жили (1754—1832) је потицала из Кроасија, Калвадос и била је строга и традиционална жена која је водила порекло од старе племићке породице из Горње Нормандије. Жил је као дете био слабашан и често болестан. Након смрти оца када му је било само 6 година, његов ујак, Абот од Кроасија је преузео улогу оца и од 1798. је био задужен за његово образовање. Од њега је Жил научио латински, старогрчки, реторику и филозофију, Од 1804. Димон је почео да учи у Царском лицеју у Кану. У библиотеци у Кану је почео да чита енциклопедисте и извештаје о путовањима Бугенвила, Кука и Ансона и постао је дубоко заитересован за ове теме. У 17. години није успео да се упише у Политехничку школу и због тога је одлучио да ступи у морнарицу. Неуспех при упису у Политехничку школу је било олакашње за његову мајку, која није подржавала свог сина да похађа школу која се одликовала наставницима атеистима, колегама из разних слојева друштва, заразним филозофским и револуционарним идејама.

### Прве године у морнарици
Године 1807. Димон је примљен у Поморску школи у Бресту где се доказао као стидљив младић, врло озбиљан и вредан, мало заитересован за забаву и више заинтересован за студије, него за војна питања. Године 1808. добио је чин кандидата прве класе.
У то време француска морнарица је била занемарена и много лошијег квалитета него Наполеонова копнена армија, а њени бродови су били блокирани у својим лукама због апсолутне доминације британске Краљевске морнарице. Димон и његове колеге су стога биле ограничене на копно, и прве године у морнарици је провео учећи стране језике. Године 1812, након што је био унапређен у заставника и након што му је досадио лучки живот и развратан живот других младих официра, затражио је да буде премештен у Тулон на брод Суфрен, али је и овај брод био блокиран у луци.
У овом периоду Димон је проширио ионако солидно образовање. Поред латинског и старогрчког, говорио је енглески, немачки, италијански, руски, кинески и хебрејски. Током каснијих путовања по Тихом океану, научио је мало о бројним дијалектима Полинезије и Меланезије. Учио је ботанику и ентомологију у дугим излетима по Прованси, а учио је и у оближњој поморској опсерваторији.
Димон је коначно извео своју прву пловидбу по Средоземном мору 1814, када је Наполеон био у егзилу на Елби. Године 1816. оженио се Аделом Пепин, кћерком часовничара из Тулона, коју Димонова мајка отворено мрзела, јер је мислила да је она недостојна његовог сина и одбила је да је упозна, као и своје унуке.

### У Егејском мору
Димон је 1819. пловио на броду Шеврет, под командом капетана Гауријеа-Дупарка, да изврши хидрографско истраживање егејских острва. Током одмора близу острва Милос, локални представник Француске је скренуо Димону пажњу на проналазак мермерне статуе неколико дана раније (8. априла 1820) од стране локалног сељанина. Статуа, данас позната под именом Милоска Венера, је ремек-дело које је исклесано око 130. п. н. е. Димон је одмах препознао њену вредност и желео је одмах да је купи, али је капетан брода указао на то да на броду неће бити довољно места за објекат те величине и да ће експедиција вероватно пролазити кроз олујна мора која могу да је оштете. Димон је затим писао француском амбасадору у Истанбулу о овом открићу. Експедиција је стигла у Истанбул 22. априла и Димон је успео да убеди амбасадора да купи статуу, који је већ добио вест од статуи од неког другог француског морепловца.
У међувремену, сељанин је продао статуу свештенику Макарију Вергису, који је желео да је као поклон испоручи преводиоцу султана у Константинопољу. Представник француског амбасадора је стигао тачно када је статуа била укрцавана на брод за Истанбул и убедио је представнике града да пониште продају и испоштују првобитну понуду. Статуа је Димону донела титулу витеза Легије части и унапређење у поручника, скренула је пажњу Француске академије наука, а Француској је донело нову величанствену статуту за Лувр.

### Експедиција на Коквилу
Након свог повратка са путовања, Димон је послат у поморски архив, где је срео поручника Луја Исидора Дупреа, свог познаника из младости. Њих двојица су почели да планирају експедицију у Тихом океану, из ког је Француска била истиснута током Наполеонових ратова. Француска је сматрала да ће моћи надокнадити неке своје губитке узимањем дела Новог Јужног Велса. У августу 1822, брод Коквил је испловио из Тулона са циљем да скупе што више научних и стратешких информација о области у коју су послати. Дупре је одређен за команданта експедиције јер је био четири године старији од Димона.
Рене Примвер Лесон је такође путовао на Коквилу као лекар и природњак. На повратку у Француску 1825. Лесон и Димон су у Француску донели импозантну колекцију животиња и биљака скупљених на Фолкландским Острвима, на обалама Чилеа и Перуа, на архипелазима Тихог океана и Новом Зеланду, Новој Гвинеји и Аустралији. Димон је сада имао 35 година и био је лошег здравља. На Коквилу се показао као способан официр, али помало нагао, мало заитересован за друштво и понекад незаинтересован за медицинске и хигијенске савете. Након повратка у Француску, Дупре је унапређен у чин команданта, а Димон у нижи чин, иако је дао све од себе на овом путовању. Ово је веома утицало на Димона у потоњим годинама.
На Коквилу Димон је покушао да помири своје обавезе другог у ланцу команде са потребама да извршава научнички рад. Био је главни на пољима ботанике и ентомологије. Коквил је у Француску донео примерке више од 3000 врста биљака, од којих је 400 претходно било непознато, обогативши Национални музеј историје природе у Паризу са више од 1200 примерака инсеката, из око 1100 врста (укључујући 300 претходно непознатих врста). Научници Жорж Кивије и Франсоа Араго су анализирали резултате његовог истраживања и похвалили Димона.

### Прва експедиција на Астролабу
Два месеца након што се вратио Коквиловог путовања, Димон је предложио министру морнарице план за нову експедицију, са надом да ће он бити заповедник ове експедиције, пошто су његови односи са Депреом постали лоши. Предлог је усвојен и Коквил, сада преименован у Астролаб у част брода Ла Перуза, је испловио ка Тихом океану из Тулона почетком 1826. за пут око света који ће трајати скоро три године.
Нови Астролаб је опловио обале јужне Аустралије, направио нове мапе новозеландског Јужног Острва, стигао до архипелага Тонга и Фиџи, направио прве мапе Острва Верности (део француске Нове Каледоније) и истражио обале Нове Гвинеје. Идентификовао је место Ла Перузовог насукања на Ваникору (једно од Острва Санта Круз, део архипелага Соломонових острва) и прикупио бројне остатке његовог брода. Путовање се наставило мапирањем дела Каролинских острва и Молука. Астролаб се вратио у Марсељ почетком 1829. са импресивном колекцијом хидрографских папира и колекцијом зоолошких, ботаничких и минералошких извештаја, која су знатно утицала на научну анализу тих региона. Након ове експедиције, Димон је измислио називе Микронезија и Меланезија, издвојивши ове пацифичке културе и групе острва од Полинезије.
Његово здравље је ослабило због година лоше исхране. Боловао је од бубрежних и стомачних проблема и напада костобоље. Током првих тринаест година брака, од којих су половину времена били раздвојени, Адела и Жил су имали двојицу синова. Први је умро млад док му је отац служио на Коквилу, а други, који се такође звао Жил, након очевог повратка, након што четири године није био код куће.
Димон је провео мало времена са својом породицом, пре него што се вратио у Париз, где је унапређен у капетана и наложено му је писање извештаја о својим путовањима. Пет томова је објављено на рачун француске владе између 1832. и 1834. године. Током тих година Димон, који је већ раније био лош дипломата, је постао плаховитији и бесан што је била последица његових болести, и изгубио је симпатије вођства морнарице. У свом извештају је оштро критиковао војне структуре, своје колеге, Француску академију наука, па чак и краља Луја Филипа, јер нико, према његовом мишљењу, није одао Астролабовој експедицији заслужено признање.
Године 1835. Димону је наређено да се врати у Тулон. Две године проведене у Тулону су обележиле губитак кћерке због колере и рођење сина Емила, али и константне мисли о трећој експедицији у Тихи океан. Погледао је у Астролабов дневник и пронашао празан простор у истраживању Океаније и јануара 1837. је писао министру морнарице предлажући нову експедицију у Тихи океан.

### Друга експедиција на Астролабу
Краљ Луј Филип је одобрио план, али је наредио да експедиција иде ка Јужном магнетном полу и да га присвоји у име Француске, а ако то није могуће, затражено је да француска експедиција стигне до 74°34' ЈГШ до које је 1823. стигао Џејмс Ведел. На овај начин је Француска постала део међународног такмичења у поларним истраживањима, уз Сједињене Државе и Велику Британију.
Димон је у почетку био незадовољан изменама у његовом предлогу, јер се није занимао за поларна истраживања и више је волео тропске крајеве. Али ускоро је његова сујета преовладала пошто је видео прилику да изврши престижни задатак. Два брода, Астролаб и Зеле су припремана за ова путовања у Тулону. Током припрема, Димон је такође отишао за Лондон да би прибавио документацију и да би се састао са океанографом Британског адмиралитета Френсисом Бофором и председником Краљевског географског друштва Џоном Вашингтоном, обојицом чврстих присталица британских експедиција на Јужни пол.

#### Први контакт са Антарктиком
Астролаб и Зеле су испловили из Тулона 7. септембра 1837, три недеље касније него што је било предвиђено Димоновим планом. Његови циљеви су били да дође што јужније могуће у то време у Веделовом мору, да прође кроз Магеланов пролаз, да плови уз обалу Чилеа и тако да дође у Океанију и да истражи британске колоније у Западној Аустралији, да плови до Хобарта и да плови до Новог Зеланда како би нашао погодно место за француске китоловце и да истражи место где би се могла основати кажњеничка колонија. Након што буде прошао кроз Индије, мисија би опловила Рт добре наде и вратила би се у Француску.
На почетку путовања, део посаде је учествовао у тучи након пијанчења и ухапшен је у Тенерифама. Кратка пауза је направљена у Рио де Жанеиру да би се искрцао болесни официр. Током првог дела пловидбе такође су постојали проблеми са залихама, посебно са поквареним месом, што је утицало на здравље посаде. Крајем новембра, бродови су стигли до Магелановог пролаза. Димон је мислио да има довољно времена да истражи пролаз, узевши у обзир прецизне мапе које је нацртао Филип Паркер Кинг са Бигла између 1826. и 1830, пре него што опет крене на југ.
Две недеље након што су видели први ледени брег, Астролаб и Зеле су се нашли окружени леденим паком 1. јануара 1838. Исте ноћи ледена плоча је спречила бродове да плове даље на југ. У наредна два месеца Димон је очајнички покушавао да нађе пролаз кроз лед како би стигао до жељене географске ширине. Неко време бродови су пловили у каналу без леда, али су убрзо поново били заробљени, након што је ветар променио правац. Пет дана је било потребно да се отвори пролаз у леденом паку.
Након што су стигли до Јужних Оркнијских острва, експедиција се упутила као Јужним Шетландским острвима и Брансфилдовом мореузу. Упркос магли пронашли су делић копна само скициран на мапи, који је Димон назвао Земља Луја-Филипа (данас се зове Грејамова земља), Жоанвил архипелаг и острво Розамел (данас Андерсоново острво). Услови на броду су се нагло погоршали: већи део посаде је показивао очигледне симптоме скорбута, а главна палуба је била покривена димом од бродских ватри и лошим мирисом и постала је неподношљива. Крајем фебруара 1838. Димон је прихватио да неће моћи да иде даље на југ. Зато је наредио да бродови плове према Талкахуану у Чилеу, где је успоставио привремену болницу за морнаре који су оболели од скорбута.

#### Тихи океан
Током месеци проведених у истраживању Тихог окена експедиција се често заустављала на различитим острвима Полинезије. Током путовања од Индија до Тасманије, Димон је изгубио неколико чланова посаде због тропских болести и дизентеријадизентерије (14 морнара и 3 официра), али за самог Димона најтежи тренутак је био док се експедиција налазила у Валпараизу, где је добио писмо од своје жене која га је обавестила да је његов други син умро од колере. Аделина молба да се Димон врати кући се поклопила са погоршањем његовог здравља: Димон је све више боловао од костобоље и стомачних болова.
На дан 12. децембра 1839. две корвете су пристале у Хобарт, где су се постарали за болесне људе. Димона је примио Џон Франклин, тасманијски гувернер и истраживач Арктика, од кога је чуо да су бродови америчке експедиције на челу са Чарлсом Вилкесом усидрени у Сиднеју и да чекају да крену на југ.
Због констатног смањења броја чланова посаде, која је била десеткована болестима, Димон је изразио своју намеру да на Антарктик крене само са Астролабом како би стигао до Јужног магнетног пола на 140 степени ЈГШ. Али капетан Жакино је тражио да се унајме замене (углавном дезертери са француског китоловца усидреног у Хобарту) и убедио га је да поново размотри своје намере. Астролаб и Зеле су испловили из Хобарта 1. јануара 1840. године. Димонов план је био прост: да иде на југ, докле му временски услови дозвољавају.

#### Скретање на југ
Прве дане овог путовања обележило је прелазак двадесетак степени ЈГШ у смеру југозапада. На бродовима се десило још потешкоћа, укључујући губитак једног човека. Након преласака упоредника на 50° ЈГШ, време се неочекивано погоршало. Након преласка линије Антарктичке конвергенције 16. јануара 1840. на 60° ЈГШ су угледали први ледени брег, а два дана касније брод се нашао окружен леденом масом. Дана 19. јануара експедиција је прешла Антарктички круг, уз прославе сличном преласку екватора, а истог поподнева су угледали копно.
Два брода су полако пловила ка западу, обилазећи ледену кору и 21. јануара послеподне, неколико чланова посаде се искрцало на каменито острво и истакло је француску триколору. Димон је ту тачку назвао Поант жеоложи, а копно иза њега Аделином земљом.
У данима који су следили екпседиција је пратила оно за шта је препоставила да је обала. Угледали су амерички једрењак Порпоаз америчке експедиције на челу са Чарлсом Вилксом, али је тај брод извршио маневар избегавања и нестао је у магли. Дана 1. фебруара Димон је решио да се врати у Хобарт, у који су бродови стигли 17 дана касније и били су присутни када су стигла два брода Росове експедиције на Антарктик.
Димон је 25. фебруара испловио ка Окландским острвима, где су извршили магнетна мерења и оставили комеморативну плочицу о својој посети (као и командант Порпоаза пре њих), у којој су објавили откриће Јужног магнетног пола. Вратили су се преко Новог Зеланда, Торесовог мореуза, Тимора, Реиниона, Свете Јелене, стигавши у Тулон 6. новембра 1840. године.

#### Повратак у Француску
Након повратка Димон је унапређен у чин контраадмирала и награђен је златном медаљом од Географског друштва, чији је касније постао председник. Затим се посветио писању књиге о експедицији, „Пут на Јужни пол и Океанију на корветама Астролаб и Зеле 1837-1840“), која је издавана у периоду од 1841. до 1850. у 24 тома и још додатних седам томова са илустрацијама и мапама.

### Смрт и заоставштина
На дан 8. маја 1842. Димон и његова породица су се укрцали у воз до Версаја да би присуствовали играма у част краља. Код Медона се откачила локомотива, а вагон са угљем се запалио. Димон и породица су умрли у пожару у првој француској железничкој несрећи у историји. Димонове остатке идентификовао је доктор Димонтје, лекар на Астролабу и френолог. Сахрањен је на гробљу Монпарнаса у Паризу.
У његову част су названи Д'Ирвилово море на обали Антарктика, Д'Ирвилово острво у Жоанвил архипелагу, рт Д'Ирвил на Иријану и Д'Ирвилово острво на Новом Зеланду. Станица Димон д'Ирвил је такође названа по њему, као и Улица Димона д'Ирвила, близу Шанзелизеа у париском 8. дистрикту.